# Jim Paxson
James Joseph "Jim" Paxson (ur. 9 lipca 1957 w Kettering) – amerykański koszykarz, obrońca, uczestnik spotkań gwiazd NBA, wybrany do drugiego składu najlepszych graczy ligi, późniejszy działacz NBA.
W NBA występowali również jego ojciec, Jim Sr. oraz młodszy brat, John, który zdobył trzy tytuły mistrzowskie u boku Michaela Jordana w latach 1991–1993. 

## Osiągnięcia
NCAA
- Wybrany do II składu All-American (1979)[6]

NBA
- 2–krotny uczestnik meczu gwiazd NBA (1983–1984)[1]
- Wybrany do II składu NBA (1984)[2]
- Lider play-off w skuteczności rzutów z gry (1983)[7]